# Якиманское (Владимирская область)
Якима́нское — село в Суздальском районе Владимирской области России, входит в состав Павловского сельского поселения.

## География
Село расположено на правом берегу реки Нерль (приток Клязьмы) в 4 км на северо-восток от центра поселения села Павловское и в 10 км на юго-восток от райцентра города Суздаль.

## История
В старинных документах Якиманское упоминается в «межевой выписи Суздальских ямских охотникам 1588 года», вместе с Барским и Спасским Городищами. Церковь в селе каменная, во имя Живоносного Источника Пресвятой Богородицы, построена в 1867 году усердием прихожан, вместо деревянной Николаевской церкви. Престол в церкви один, колокольня каменная. В 1896 году в селе Якиманском 39 дворов, 134 души мужского пола и 164 женского.
В конце XIX — начале XX века село входило в состав Городищевской волости Суздальского уезда.
С 1929 года село входило в состав Спас-Городищенского сельсовета Суздальского района, с 1965 года — в составе Павловского сельсовета.

## Население
| 1859 | 1926 |
| ---- | ---- |
| 206  | 351  |

| 1859 | 1905 | 1926 | 2002 | 2010 | 2021 |
| ---- | ---- | ---- | ---- | ---- | ---- |
| 206  | ↗307 | ↗351 | ↘12  | ↘7   | ↗21  |

## Достопримечательности
В селе находятся действующая церковь иконы Божией Матери «Живоносный источник» (1867) и полуразрушенная церковь Николая Чудотворца (1899).